# Manchester-by-the-Sea
Manchester-by-the-Sea, spesso semplicemente Manchester, è un comune degli Stati Uniti d'America facente parte della contea di Essex nello stato del Massachusetts.